# گرولاکوس
گرولاکوس (به لاتین: Gerolakkos) یک منطقهٔ مسکونی در قبرس است که در ناحیه نیکوزیا واقع شده‌است.

## خصوصیات
گرولاکوس ۲٬۷۷۷ نفر جمعیت دارد.